# Hermann Wolf (Naturheiler)

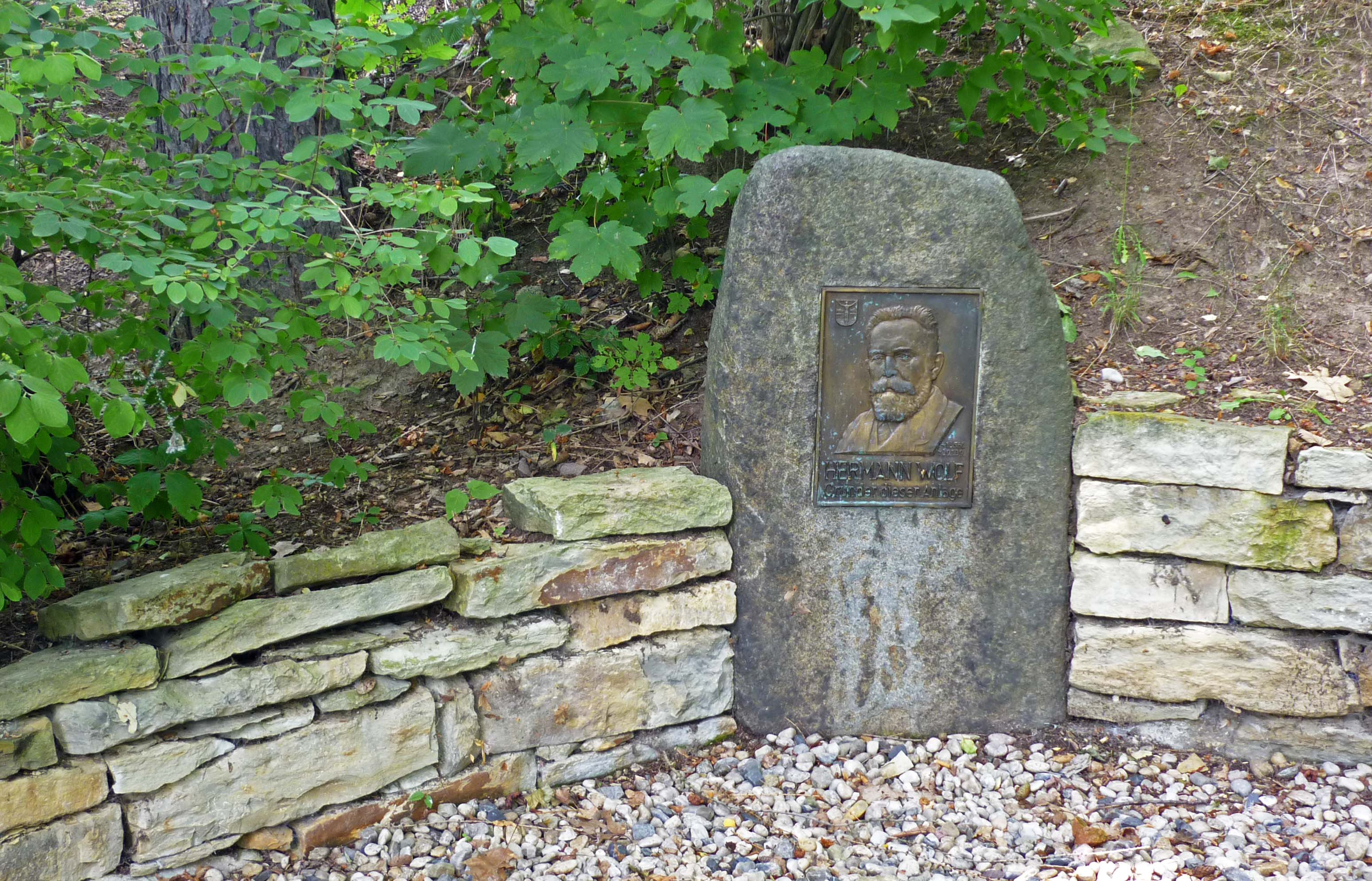
Hermann-Wolf-Denkmal in Freital-Niederhäslich

Hermann Wolf (* 13. Mai 1861 in Großwaltersdorf; † 29. Januar 1939 in Freital) war von 1890 bis 1928 ein Pionier der deutschen Arbeiternaturheilbewegung. Von 1880 bis 1890 war Wolf Volksschullehrer. Er übte den Beruf eines Naturheilkundigen selbst 32 Jahre lang aus. 23 Jahre lang war er Vorsitzender des örtlichen Arbeiternaturheilvereins in Döhlen und Freital. Er war Vorsitzender des Dachverbandes der deutschen Arbeiternaturheilbewegung und 20 Jahre lang Redakteur der Verbandszeitschrift Die Volksgesundheit.

## Familie
Karl Hermann Wolf wurde am 19. Mai 1861 in Großwaltersdorf geboren. Er war das neunte Kind seiner Eltern Johann Gottlieb Wolf und Christiane Conkordia Wolf geb. Buschmann. Sein Vater war Besitzer eines Gutes in Großwaltersdorf, bestehend aus Wohnhaus, Stallungen und Altenteil. Er war Mitglied des Schulvorstands in Eppendorf. Seine Mutter kümmerte sich um die Kinder des nahegelegenen Armenhauses und entlauste sie im Stall. Hermann Wolf musste die Läuse auf einem Melkschemel mit dem Hammer totschlagen. Er besuchte die Volksschule in Eppendorf. 1872 wechselte er auf die Selekta nach Oederan, eine gehobene Volksschule. Von 1875 bis 1880 besuchte Hermann Wolf das evangelisch-lutherische Lehrerseminar in Annaberg. Am 3. März 1880 bestand er die Schulamtskandidatenprüfung, die ihn zur Annahme einer Hilfslehrerstelle berechtigte. Am 6. März 1884 heiratete er in Oederan Lina Selma Uhlig, * 6. März 1884 in Oederan. Aus der Ehe ging ein lebendes Kind hervor, Selma Frieda Wolf (verh. Fuchs) * 11. Januar 1884 in Döhlen. Lina Selma Wolf verstarb am 21. August 1891 nach der Geburt ihre dritten Kindes in Döhlen. In zweiter Ehe heiratete er am 3. September 1892 Ida Maria Neumann, * 29. Dezember 1864 in Deuben, † 16. Juli 1946. Aus der Ehe gingen zwei Söhne hervor: Hermann Johannes (Hans) Wolf, * 4. Januar 1894 in Neuschweinsdorf, später Deuben, später praktischer Arzt und Geburtshelfer, † 22. April 1945, und Hermann Friedrich (Fritz) Wolf, * 27. Juni 1895 in Dresden, später Stadtarzt in Freital, † 1956.

## Berufsjahre als Volksschullehrer
Seine erste Stelle als Hilfslehrer erhielt er im Februar 1880 in Niederlauterstein im mittleren Erzgebirge. Dort begann er sich erstmals mit Naturheilkunde zu beschäftigen, was nach 1890 zu seinem Lebensinhalt werden sollte. Er entschloss sich als Lehrer, alle seine erkrankten Schüler zu besuchen und erlebte dort Not und Elend. 1883 bestand er die Wahlfähigkeitsprüfung, ein Staatsexamen, das ihn zur Annahme einer vollen Lehrstelle berechtigte. Im gleichen Jahr erhielt er in Döhlen, ab 1921 Freital eine besser dotierte volle Lehrerstelle, die er 1890 aufgab.

## Die sächsische Volksschule am Ende des 19. Jahrhunderts
Nach sieben Berufsjahren in Döhlen entschloss sich Wolf, seinen künftigen Lebensunterhalt als Inhaber einer Naturheilpraxis zu verdienen. Motiv war, dass nach Wolfs Überzeugung der Unterricht in der Volksschule mit zeitgenössischen wissenschaftlichen Erkenntnissen nicht in Einklang zu bringen war. In einer 24-seitigen, von ihm selbst verlegten und 1892 erschienenen Schrift „Warum ich nicht mehr Volksschullehrer bin“ beschrieb Wolf die die Situation in den Volksschulen, wie er sie von 1880 bis 1890 erlebt hatte und benannte die Ursachen dafür.

### Unterfinanzierung der Volksschule
Pro Volksschüler wendete das Königreich Sachsen jährlich nur 18,81 Mark auf, für einen Realschüler 153,48 Mark und für einen Gymnasiasten 193,92 Mark. Auf einen Lehrer an Gymnasien kämen 14 Schüler, 15 Schüler an hohen gewerblichen Schulen und auf einen Volksschullehrer kämen 84 Schüler, in schlechten Fällen sogar 120 und 150 Schüler. Dies führte zu übergroßen Klassen.

### Lehrerausbildung
Die Lehrerausbildung sei einseitig. Im Lehrerseminar in Annaberg, das Wolf von 1875 bis 1880 besuchte, sei verlangt worden, dass die künftigen Lehrer 100 Choräle auswendig auf der Violine spielen konnten. Mit der zeitgenössischen pädagogischen Literatur seien sie aber nicht vertraut gemacht worden. Sie hätten nichts erfahren über die Werke der Pädagogen Johann Amos Comenius, Johann Heinrich Pestalozzi, Johann Michael Herbart, Jean-Jacques Rousseau und Adolph Diesterweg und auch nichts von Charles Darwin.

### Falsche und überflüssige Lerninhalte
Neben Lesen, Schreiben und Rechnen werde ein Hauptgewicht auf Religion gelegt. Dabei werde den Kindern beigebracht, dass Glaubenssätze göttlichen Ursprungs seien. Verschwiegen werde dabei, dass es sich dabei um Beschlüsse von Konzilien handelt. Nicht erwähnt werde, dass auf dem Konzil von Nicäa 325 beschlossen wurde, dass Christus Gottes Sohn ist, und auf dem Konzil von Konstantinopel 381, dass auch der heilige Geist göttlich ist. Die Kinder müssten lernen, wie viele Kamele, Esel und Schafe die Ahnväter der Israeliten, Abraham, Isaak und Jacob gehabt hätten. Später im Leben könnten sie dieses Wissen aber nicht gebrauchen. Außerdem müssten die Kinder eine Masse von Liederversen, Bibelsprüchen und biblischen Geschichten auswendig lernen. Weil sie in einer veralteten Sprache gehalten seien, verrenke man sich mangels Gewöhnung im Alltag die Zunge bei derartigen Texten. Dies sei eine Kinderquälerei. Der Eindruck Heinrich Heines, wonach es der Religionsunterricht sei, in dem es die meisten Prügel setzt, habe sich auch in der sächsischen Volksschule bestätigt.

### Vernachlässigte Lerninhalte
Vernachlässigt werde die Gesetzeskunde, auch über die Wahrnehmung ihrer eigenen Interessen wüssten die Kinder nichts. Über Volkswirtschaft werde ebenfalls nichts gelehrt, obwohl diese zu den brennendsten Fragen des ausgehenden 19. Jahrhunderts gehöre.

### Schlecht vermittelte Lerninhalte

#### Lesen und Schreiben
Lesen und Schreiben setzt ein bestimmtes Maß an Sach- und Sprachkenntnis voraus. Die Vermittlung solcher Kenntnisse finde in der Volksschule nicht statt. Der Lese- und Schreibunterricht finde auch nicht nebeneinander statt. Deshalb müssten die Kinder zunächst Buchstaben nachmalen, ohne sie zu verstehen und Lauten zuordnen zu können.

#### Didaktik in der Volksschule
Die Volksschule lege großes Gewicht auf Namen, Zahlen, Tatsachen und einzelne Erscheinungen. Vernachlässigt würden Zusammenhänge, Ursachen und die Verknüpfung der Tatsachen. Dadurch werde die Volksschule nicht zur Denkschule, sondern bleibe eine Einpauk- und Dressuranstalt. Selbst den Religionsunterricht hätte man in den Dienst der Vermittlung von Zusammenhängen stellen können: Man könnte zeigen, wie sich die menschliche Gottesvorstellung vom Fetischdienst über die Vielgötterei zum Monotheismus entwickelt habe.

#### Geschichtsunterricht
Geschichtsunterricht und Naturkundeunterricht seien nur widerwillig eingeführt worden. Der Geschichtsunterricht erschöpfe sich im Einprägen von Namen, Jahreszahlen, Tatsachen und Schlachtenverläufen. Beispielsweise werde aber versäumt zu erklären, dass die deutsche Einigung 1867/1871 kein solitärer Einfall Bismarcks war, sondern eine von der Bevölkerung für dringlich gehaltene Notwendigkeit. Die Wirtschaft habe mehr und größere Absatzgebiete gebraucht, die die Kleinstaaten nicht hätten bieten können.

#### Naturwissenschaftlicher Unterricht
In der Pflanzenkunde, Tierkunde und Anthropologie beschränke man sich auf Beschreibungen. In der Pflanzenkunde mussten sich die Kinder merken, ob Blätter gezähnt, gesägt, gelappt, gekerbt, linealisch oder lanzettlich seien. Nach einem Jahr sei dies alles vergessen. Naturbeschreibungen seien noch keine Naturwissenschaft. Besser wäre es, Kinder auf Erscheinungen hinzuweisen, die für ein Naturgesetz charakteristisch seien. Unberücksichtigt bleibe die Erkenntnis Alexander von Humboldts, dass der Reichtum der Naturwissenschaften nicht in der Fülle der Tatsachen bestehe, sondern in ihrer Verkettung. Naturwissenschaftlicher Unterricht müsse auch in der Natur stattfinden, Es sei aber nicht möglich, eine Klasse von 60 bis 70 Schülern außerhalb des Klassenzimmers zu unterrichten.

### Klassengrößen
Größtes Hindernis für Lernerfolge seien die Klassengrößen mit bis zu 75 Kindern in einer Klasse. Der Lehrer behelfe sich dort mit körperlicher Züchtigung der Schüler in Form von Prügeln. In einer Klasse von 50 bis 60 Kindern sei ohne Stock nicht auszukommen. Die Schuld liege nicht nur beim Lehrer, wenn er die Grenzen seines Züchtigungsrechts überschreitet. Sie liege auch darin, dass zu wenig Geld für die Anstellung von Lehrern für die Volksschulen vorgesehen werde. Ideal wäre eine Klassenstärke von zehn bis zwölf Schülern pro Klasse. Wegen der hohen Schülerzahlen würden bei den Lehrern die Nerven- und Lungenkrankheiten zunehmen. Es sei nicht möglich, einem Klassenzimmer Frischluft für 60 Personen zuzuführen. Ein weiteres Hindernis für den Lernerfolg sei, dass die Kinder häufig zu wenig zu essen hätten. Ein voller Bauch studiere nicht gern, und ein leerer noch viel weniger.

### Ursachen der schlechten Ausstattung der Volksschulen
Die Volksschule solle nicht dem Schüler nutzen, sondern sei eine Einrichtung derer, denen die Volksschüler später einmal dienen sollten. Sie soll eine untere Volksschicht erzeugen und aufrechterhalten. Die Schule der Zukunft, die die grundlegenden Mängel vermeidet, sei schon bis ins Kleinste dargestellt. Allerdings könnte sie nur in einer sozialistischen Gesellschaft verwirklicht werden.

## Vorsitzender des Naturheilvereins für den Plauenschen Grund und Umgebung
Am 28. Oktober 1887 gründete er den Verein für Gesundheitspflege und arzneilose Heilbehandlung zu Deuben und Umgebung, aus dem später der Naturheilverein für den Plauenschen Grund und Umgebung wurde. Im Juni 1905 kaufte der Naturheilverein 20.000 m² Feldgelände des Bauern Krause am Südhang des Windberges für 9.000 Mark. Die ersten Schrebergärten werden durch Verlosung von Anteilsscheinen zu je 3 bzw. 6 Mark vergeben. Die Gärten hatten eine Größe von etwa nur 50 m². Kleine Holzlauben zum Schutz gegen Witterung und zur Unterbringung der Gartengeräte entstanden. Westlich der Schrebergärten wurde ein Licht- und Luftbad errichtet, der damaligen Zeit entsprechend getrennt nach Herren- und Damenbad. Am 13. Mai 1906 wurde das Bad am Windberg eingeweiht. 1906 wurde Wolf Mitbegründer des Arbeiternaturvereins in Dresden.

## Wolf als praktischer Naturheiler
Auf dem Lehrerseminar in Annaberg benutzte Hermann Wolf das Buch des Leipziger Anatomen Carl Ernst Bock: Das Buch vom gesunden und kranken Menschen, das von 1854 bis 1929 in vielen Auflagen erschien. Bock war weniger Wissenschaftler als Publizist über den Bau des menschlichen Körpers, vernünftige Gesundheitspflege und den Wert körperlicher Übungen. Wolf profitierte von diesem Buch während seiner Lehrerzeit in Niederlauterstein, wenn er kranke Schulkinder besuchte und ihnen zu helfen versuchte. Einen Arzt, Krankenschwestern oder eine Krankenkasse gab es in dem armen Dorf nicht.
In Döhlen praktizierte Wolf zunächst nicht, da die Eltern im Industriedorf misstrauischer waren als in Niederlauterstein, das vom Holzschachtelmachen in Heimarbeit lebte. Wolfs Interesse an der Naturheilkunde blieb aber erhalten, da seine erste Frau kränklich war. Wolf verließ den Schuldienst 1890 wegen der schlechten Ausstattung der Volksschule und weil Lehrer nicht Mitglieder eines sozialdemokratisch orientierten Vereins sein durften.
Ab 1890 arbeitete sich Wolf in die praktischen Anwendungsformen der Naturheilkunde ein, also Abwaschungen, Bäder, Klistiere, Packungen, Massagen und Gymnastik. Er erlernte und praktizierte die Massagetechnik nach Thure Brandt, die Fehlstellungen der Gebärmutter beheben konnte.
Marten Thure Emil Brandt (1819–1895) war schwedischer Gymnastiklehrer und Physiotherapeut. Ab 1861 entwickelte er Massage- und Gymnastikmethoden, mit denen er Störungen und krankhafte Veränderungen der weiblichen Geschlechtsorgane heilen konnte. Die Behandlungsmethode fand zunächst keine wissenschaftliche Anerkennung und Verbreitung, da Brandt kein Arzt war. 1887 gelang der Durchbruch in Mitteleuropa, nachdem der österreichische Gynäkologe Paul Profanter Brandts Methode in der Universität Jena begutachten ließ und gute Erfolge bescheinigt wurden.
Eine seltene Heilung gelang Wolf während des Ersten Weltkriegs: Sein Sohn Friedrich erkrankte nach einer Verwundung in der Champagne an Wundstarrkrampf. Die Infektion war so weit fortgeschritten, dass weitere Behandlungen unterblieben, weil sie nicht mehr erfolgreich schienen. Hermann Wolf erstritt sich den Zugang zum Lazarett und heilte seinen Sohn mit Wasseranwendungen, Wolf hatte den Ruf eines beliebten „Wasserdoktors“, der sich für seine Patienten Zeit nahm. Wolf führte seine Praxis 32 Jahre lang und gab sie 1922 auf, als er Vorsitzender des Verbandes Volksgesundheit wurde.

## Hinwendung Wolfs zur Sozialdemokratie
In den Naturheilverein Döhlen traten zahlreiche Arbeiter ein, die wegen des Sozialistengesetzes keine eigenen Organisationen gründen konnten, aber für Zusammenkünfte auf ein gesetzlich geduldetes Vereinsleben angewiesen waren. Eine Sympathie für die Sozialdemokratie Wolfs bestand schon im Jahr der Gründung des Naturheilvereins, weil Wolf bei den Reichstagswahlen 1887 sozialdemokratisch wählte. Die Neigung festigte sich, nachdem ein Vereinsmitglied Wolf das Buch von August Bebel: Die Frau in der Vergangenheit, der Gegenwart und der Zukunft aus dem Jahr 1883 gab, und er dieses in einer Nacht durchlas. Wolf bekam auch hinter einer Scheune des Kammerguts Döhlen die in Deutschland verbotene, in Zürich und London produzierte Zeitung Der Sozialdemokrat zugesteckt. Mit dem historischen Materialismus befasste sich Wolf immer wieder, und er wurde zur grundlegenden Herangehensweise von Wolf. Josef Dietzgen, den sozialistischen Theoretiker, nannte Wolf seinen Lieblingsschriftsteller. Themen der Volksgesundheit, wie Geburtenregelung, beurteilte Wolf hinfort vom Standpunkt des historischen Materialismus aus. 1889, nach dem Internationalen Arbeiterkongress in Paris, wurde Wolf als Vorsitzender des Naturheilvereins gefragt, wie sich der Verein zum Achtstundentag stelle. Wolf erwiderte, dass diese Forderung mit den Grundsätzen einer naturgemäßen Gesundheitspflege übereinstimme. Daraufhin wurde der Naturheilverein polizeilich überwacht. Diese Verfolgung bestärkte Wolf in seinen Überzeugungen.
Zwischen 1904 und 1906 wirkte Wolf an der Gründung einer sozialistischen Jugendorganisation für den Plauenschen Grund mit. Er zog zunächst Söhne von langjährigen Sozialdemokraten heran. Er machte mit ihnen Sonntagsausflüge und vermied es, sie direkt auf antimilitaristische und antikapitalistische Themen anzusprechen. Allerdings erwiesen sich die jungen Männer als interessiert an politischen Fragen. Bald waren es 70 bis 90 Personen. 1931 waren es 200 bis 300 Jugendliche, die Jugendabende besuchten, ein Drittel davon weiblich. 800 Jugendliche im Plauenschen Grund waren Abonnenten der Jungen Garde, der von 1906 bis 1908 herausgegebene Zeitung des Verbandes junger Arbeiter Deutschlands. Als er 1915 den Krieg öffentlich verurteilte, wurde er für zwei Monate im Gefängnis in Dresden am Münchener Platz inhaftiert. Er trat in die USPD ein.

## Funktionär im Dachverband Volksgesundheit

### VomDeutschen BundzumVerband Volksgesundheit
Der Verein für Gesundheitspflege schloss sich dem Deutschen Bund der Vereine für naturgemäße Lebens- und Heilweise mit Sitz in Berlin an. Schon auf der ersten Bundesversammlung des Verbandes im Jahr 1890 waren Sächsische Naturheilvereine damit unzufrieden, dass sich der Bundesvorstand über die Interessen der Arbeiter hinwegsetzte. Sie bemängelten vor allem, dass der Bundesvorstand zu den überlangen Arbeitszeiten und der übermäßigen Frauen- und Kinderarbeit schwieg.  Da der Vorstand dies als Parteiinteressen abtat, die in den Verband hineingespielt werden sollten, traten 30 meist sächsische Vereine aus dem Deutschen Bund aus.

### DerAltenburger Verband
Die ausgetretenen Vereine gründeten 1891 in Altenburg (Thüringen) den Verband der Vereine für Natur- und Volksheilkunde. Er gab die Zeitschrift Natur- und Volksheilkunde heraus. Hermann Wolf nahm Anstoß an einem Artikel in der Verbandszeitschrift, der den Militarismus verherrlichte. Wolf beantragte deshalb auf der Bundesversammlung 1893 in Gößnitz, die Verbandszeitschrift durch den Leipziger Natur- und Volksarzt zu ersetzen. Die Bundesversammlung lehnte den Antrag ab und unter der Führung Wolfs traten viele sächsische Naturheilvereine wieder dem Deutschen Bund bei.

### Wieder imDeutschen Bund
Dreizehn Jahre blieben die sächsischen Naturheilvereine im Deutschen Bund. Vor der Bundesversammlung 1903 in Magdeburg hielt Wolf einen Vortrag über die Unterernährung des Volkes und ihre Folgen. Danach sollte Wolf zum Leiter der „Abwehrstelle“ gewählt werden. Die Abwehrstelle sollte die 1869 vom Reichstag des Norddeutschen Bundes gewährte Kurierfreiheit gegen die Propaganda der Deutschen Gesellschaft zur Bekämpfung des Kurpfuschertums verteidigen. Der Vortrag Wolfs stieß bei der Mehrheit der Delegierten auf so starke Ablehnung, dass sie Wolf die Wahl verweigerten. Auf der Bundesversammlung 1906 in Weißenfels beantragte Wolf, in Zukunft die einseitige Betonung der Willenskraft zur Verhütung von Krankheiten zu vermeiden. Auch dieser Antrag stieß auf Missfallen. Wolf wandte sich an die Arbeiternaturheilvereine und drohte dem Deutschen Bund mit erneuter Spaltung. Dessen Bundesvorstand erwiderte daraufhin pauschal, man habe stets berücksichtigt, dass die Vereine aus Mitgliedern aller Gesellschaftsklassen bestehen. Daraufhin traten wie 1890 zehn Arbeiternaturheilvereine mit 3.000 Mitgliedern aus dem Deutschen Bund aus. Rückblickend war Wolf der Ansicht, dass der Wiedereintritt in den Deutschen Bund der Naturheilbewegung sehr geschadet habe.

### Zweiter Eintritt in derAltenburger Verband
Die ausgetretenen Vereine versammelte sich im Oktober 1906 im Dresdner Volkshaus und empfahlen den Eintritt in den Altenburger Verband. Wolf schlug auf der Vorstandssitzung des Altenburger Verbandes im November 1906 einen Arbeiternaturheilverband vor. Der Vorstand lehnte diesen Vorschlag ab und beschloss nur die Umbenennung auf den Verbandsnamen Verband der Vereine für Volksgesundheit und die Umbenennung der Vereinszeitschrift auf den Namen Natur- und Volksheilkunde. Wolf unternahm auf der außerordentlichen Verbandsversammlung 1906 in Gößnitz noch einmal einen Vorstoß in Richtung Arbeiternaturheilverband. Die Mehrheit sprach sich aber für einen „reinen Naturheilverband“ aus. Trotz der zweimaligen Ablehnung traten Vereine mit 4.500 Mitgliedern dem Altenburger Verband bei.

### Umbenennung inVerband der Vereine für Volksgesundheit
Wolf hielt am Arbeiternaturheilverband fest. Der Altenburger Verband wollte sich ein neues Programm und eine neue Satzung geben. Beides sollte auf der Hauptversammlung im Mai 1908 in Chemnitz beschlossen werden. Wolf trat für folgende Verbandspolitik ein: „Das beste Agitationsfeld ist für uns das industrielle Proletariat. Die Arbeiter in den Industriezentren sind meist sozialistisch gesinnt. Hier müsssten alle Fragen, auch die gesundheitlichen, vom Standpunkte der sozialistischen Weltanschauung beleuchtet werden. Dabei darf man aber nicht versäumen, den Arbeiter darüber aufzuklären, wie er unter den heutigen Verhältnissen seine Lebensweise gesundheitlicher gestalten kann. Man muss das eine tun und darf das andere nicht lassen.“ Allerdings gab es auch Vereinsvertreter, die jeglichen politischen Charakter des neuen Verbandes ablehnten. Statt Arbeiternaturheilverband erhielt der Verband den Namen Verband der Vereine für Volksgesundheit. Wolf und seine Gefolgsleute setzten sich bei den Vorstandswahlen durch mit dem Argument, dass der Vorstand wegen der leichteren Zusammenarbeit aus dem Dresdner Umland kommen sollte. Wolf wurde zum Redakteur der im Juli 1908 zum ersten Mal erschienenen Verbandszeitschrift Die Volksgesundheit, einem Amt, das er zwanzig Jahre lang behalten sollte. Die Umwandlung zu einem Arbeiternaturheilverband war gelungen, auch wenn dies im Verbandsnamen nicht zum Ausdruck kam. Wolf war damit zur Schlüsselfigur und zum Motor der Arbeiternaturheilbewegung geworden.

### Erste Jahre desVerbandes der Vereine für Volksgesundheit
Eine Verbandsversammlung in Crimmitschau beschloss 1909 ein neues Programm. Vorgesehen war
- die Aufklärung der Arbeiterschaft durch Vorträge und die Verbandszeitschrift Volksgesundheit,
- die Herausgabe der Verbandszeitschrift,
- Kampf um den Erhalt der Kurierfreiheit, die durch ein Kurpfuschereigesetz beseitigt werden sollte.

1912 gehörten dem Verband an 36 Ortsvereine mit 9110 Mitgliedern. 1913 trat der Dachverband einem Spitzenverband bei, dem Zentralkomitee für Sport und Körperpflege, das wiederum Mitglied des Internationalen Bundes für Sport und Körperkultur war.

### Tätigkeit Wolfs imVerband Volksgesundheit
Die Hauptversammlung des Verbandes beschloss als Hauptaufgabe des Verbandes die Förderung der persönlichen und sozialen Gesundheitspflege der Arbeiterbevölkerung. Wichtigstes Mittel war nach Wolfs Ansicht die Aufklärung über Gesundheitspflege und Heilkunde, über gesundheitsgemäße Lebensführung und Krankheitsvorbeugung. Von Ärzten könne die Aufklärung nicht geleistet werden, weil sie überlaufen sind und keine Zeit für den Patienten haben.
Wolf konterte mit Erfolg die Angriffe auf die Kurierfreiheit, die der liberalen Mehrheit im Reichstag des Norddeutschen Bundes zu verdanken war. Der Gesetzentwurf zur Bekämpfung der Kurpfuscherei und des Geheimmittelschwindels von 1909 würde die Arbeiter einem Stande ausliefern, der den großen Volksmassen sehr fern steht. Zwischen Kurpfuschern und Naturheilern unterscheide der Entwurf nicht. Das beabsichtigte Gesetz trat nicht in Kraft; das Heilpraktikergesetz wurde erst 1939 als Reichsregierungsgesetz erlassen.
Den Erfolg der Naturheilbewegung führte Wolf darauf zurück, dass Ärzte häufig bei der symptomatischen Behandlung stehen blieben und die Naturheilkundigen an den Ursachen ansetzten. Der Kampf der Ärzte gegen die Naturheilkundigen sei oft nur der Kampf der Besitzenden gegen die Besitzlosen.

### Ideologische Konflikte imVerband Volksgesundheit
Wolf war der Überzeugung, dass das Krankheitselend nur durch den Sozialismus grundlegend beseitigt werden könne. Das Gesundheitswesen solle verstaatlicht werden. Da Wolf diese Ansicht deutlich vertrat, wurde befürchte, dass Anhänger anderer politischer Richtungen die Naturheilvereine verlassen könnten. Aufgabe des Verbandes sei es nicht, Naturheilanhänger zu Sozialdemokraten zu machen, sondern Arbeiter zu Naturheilanhängern. Wolf bot seinen Rücktritt für den Fall an, dass der Verband mit seiner Arbeit als Redakteur der Verbandszeitschrift unzufrieden war. Der Rücktritt wurde aber nicht angenommen. 1912 wurde Wolf seitens anderer Verbandspersonen ermahnt, seine Artikel diplomatischer zu schreiben. Zum Missfallen Wolfs nahm die SPD-Spitze auf Reichsebene keine Stellung zur Naturheilkunde.
1922 wählte der Verband Volksgesundheit, Dachverband der Arbeiternaturheilvereine, Wolf zu seinem Vorsitzenden.
1928 zog er sich im 68. Lebensjahr aus der Redaktion der Zeitschrift Volksgesundheit, die er bis dahin leitete, zurück und lebte als Privatmann.

## Rezeption
Die Forderung Wolfs, das Gesundheitswesen in staatliche Hand zu bringen, konnte ab 1921 in der neugegründeten Stadt Freital verwirklicht werden. Hermann Wolf wurde Gründungsstadtverordneter. Sein Sohn Dr. Friedrich Wolf wurde in das Stadtratskollegium gewählt und stand dem Gesundheitswesen der Stadt bis 1933 vor. Es entstanden eine Schulzahnklinik, eine stadteigene Poliklinik und städtische Erholungsheime im Gimmlitztal und an der Talsperre Klingenberg. Die ärztliche Behandlung war kostenlos für Personen, die nicht krankenversichert waren. Das städtische Säuglingsheim wurde erweitert, übernahm die Pflege erkrankter Säuglinge und nahm gesunde Kleinkinder auf. Das Deubener Krankenhaus wurde zum Krankenhaus für die ganze Stadt vergrößert. Die Stadt richtete ein eigenes Gesundheitsamt ein. Es wurde zur zentralen Anlaufstelle für die Kinder- und Jugendfürsorge, die Krankenfürsorge und den Infektionsschutz. Eine Kommission von Medizinalbeamten der Gesundheitsorganisation des Völkerbunds besuchte am 18. Oktober 1927 Freital. Friedrich Wolf stellte die Gesundheitseinrichtungen der Stadt vor und führte die Kommissionsmitglieder durch Poliklinik, Kinderheime und Fürsorgestellen.
Anfang März 1933, unmittelbar nach der Machtergreifung, wurde Friedrich Wolf beurlaubt, durch Dr. Otto Grundmann ersetzt und später auf seinen Antrag hin in den Ruhestand versetzt. 1945 wurde Wolf Staatssekretär für das Gesundheitswesen des Landes Sachsen und später Chefarzt der Lungenheilstätte Zschadraß und der Kindertuberkuloseheilstätte Wechselburg.

## Nationalsozialismus

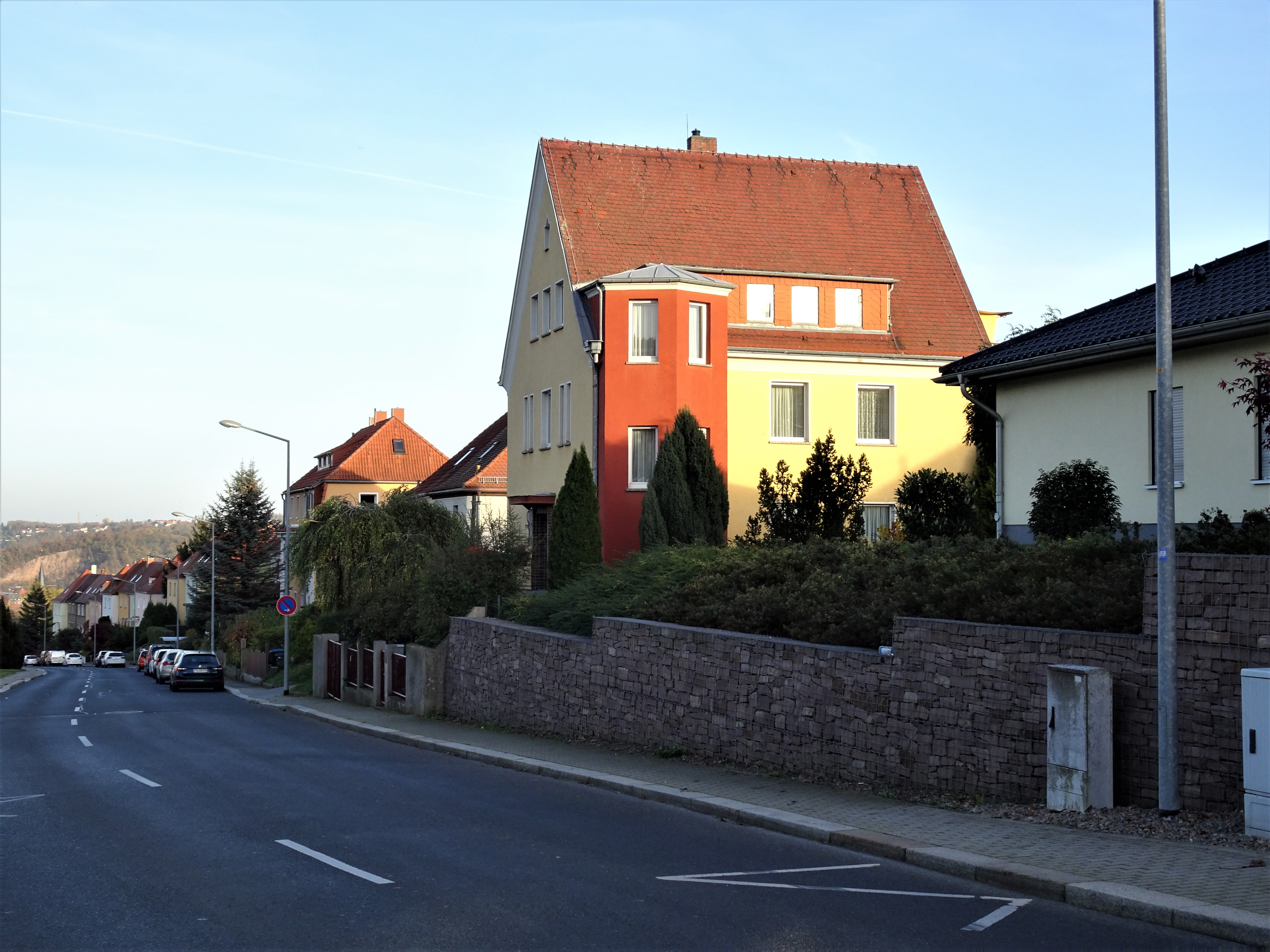
Letzter Wohnort Wolfs in Oberdöhlen, Weissiger Straße 53

1933 zog Wolf mittellos zu seinem ersten Sohn, dem Arzt Johannes Wolf, in die Weißiger Straße 53 in Oberdöhlen. Hier erlebte er, wie der Verband Volksgesundheit und seine Verbandszeitschrift von den Nationalsozialisten verboten wurde. Der Naturheilverein für den Plauenschen Grund und Umgebung, der ebenfalls in Volksgesundheit umbenannt war, wurde 1933 gleichgeschaltet. Der Verein trat aus dem Verband Volksgesundheit aus und trat wieder in den völkisch gewordenen Deutschen Bund der Vereine für naturgemäße Lebens- und Heilweise ein. Zum Vorsitzenden des Vereins wählten die Mitglieder den Nationalsozialisten Otto Söhnel und benannten den Verein um in Verein Gesundheitspflege. Die Gleichschaltung empfand Wolf als Verhängnis. Er starb 1939 in seiner Wohnung.

## Ehrungen
In Freital wurden eine Straße und 1947 das Windbergbad nach Hermann Wolf benannt. Südlich des Windbergbades wurde ein Gedenkstein für ihn errichtet. Die Benennung des Bades wurde nach 1990 rückgängig gemacht.

## Schriften
- Kapitalismus und Heilkunde oder Doktor und Apotheker. Dresden 1893.
- Die Gesundheitspflege des Arbeiters. Dresden 1897.
- Die Naturheilkunde und die Sozialdemokratie. Die Neue Zeit (Revue) 17.1 (1898) S. 85 – 86.
- „Kurpfuscher“ und Ärzte. Eine Entgegnung auf den Artikel: Der Gesetzentwurf zur Bekämpfung der Kurpfuscherei und des Geheimmittelschwindels von Dr. med. Georg Wagner. Die Neue Zeit (Revue) 27.2 (1908 – 1909), S. 46–50.
- Wie ist die Ansicht von einer für alle Menschen und alle Zeit gültigen, sich gleichbleibenden, sogenannten naturgemäßen Lebens- und Heilweise entstanden? Volksgesundheit. Zeitschrift des Verbandes Volksgesundheit. Dresden 1908 S. 177 – 180.
- Arbeiter und Naturheilkunde. Volksgesundheit 1910, S. 34–36.
- Die Ausschaltung der Naturheilkundigen aus der Reichsversicherungsordnung. Volksgesundheit 1914, S. 17 f.
- Der Chauvinismus, eine geistige Volkskrankheit. Volksgesundheit 1914, S. 138 f.
- Was lehrt uns die Geschichte der Heilkunde in Bezug auf den gegenwärtigen Kampf um die Kurierfreiheit? Heidelberg 1917.

- Aus meinem Leben. Hygienische Betrachtungen über die Vergangenheit:
  - Teil I – Meine Mutter. Volksgesundheit 1919, S. 83 f.
  - Teil II – Mein Vater.  Volksgesundheit 1919, S. 113 f.
  - Teil III – Die Kinderpflege auf dem Lande. Volksgesundheit 1920, S. 13 f.
  - Teil IV – Wie ich Stadtschüler wurde. Volksgesundheit 1920, S. 86 f.
  - Teil V – Wie ich Volksschullehrer wurde. Volksgesundheit 1921, S. 117 f.
  - Teil VI – Wie ich Naturheilkundiger wurde. Volksgesundheit 1924, S. 31 f.
  - Teil VII – Wie ich Sozialdemokrat wurde. Volksgesundheit 1924, S. 46 f.
  - Teil VIII – Im Gefängnis. Volksgesundheit 1924, S. 78 f. und S. 94 f.

- Welche Stellung hat die Arbeiterschaft einzunehmen zu den verschiedenen Heilmethoden und ihren Organisationen und zum Verband Volksgesundheit (Verband der Arbeitergesundheitsvereine)? 4. Auflage Dresden 1926.
- Die Geschichte des Verbandes Volksgesundheit. Volksgesundheit 1927, S. 126 f, S. 161 f;  1928, S. 3 – 5, S. 42 f, S. 57 f, S. 87 f.
- Die letzte Nummer. Volksgesundheit 1928, S. 123.
- Die willkürliche Beschränkung der Kinderzahl. Schriften für Volksgesundheit, 9, Dresden 1928.
- Warum gibt es so viele kranke Frauen? Mit einem Anhang über Methoden und Mittel zur Verhütung der Schwangerschaft. 2. Auflage Dresden ungefähr 1928. Schriften für Volksgesundheit, 9,2.